# (96217) Gronchi
(96217) Gronchi est un astéroïde de la ceinture principale.

## Description
(96217) Gronchi est un astéroïde de la ceinture principale. Il fut découvert le 14 septembre 1993 à Cima Ekar par Andrea Boattini et Vittorio Goretti. Il présente une orbite caractérisée par un demi-grand axe de 2,30 UA, une excentricité de 0,20 et une inclinaison de 4,0° par rapport à l'écliptique.

## Compléments